# Raimundas Malašauskas
Raimundas Malašauskas (* 1973 in Vilnius) ist ein litauischer Kurator und Autor.

## Leben und Werk
Von 1995 bis 2006 arbeitete er bei  Contemporary Art Centre in Vilnius.
Von 2007 bis 2008 war er als Gastkurator am California College of the Arts in San Francisco und anschließend als Kurator des Artists Space in New York tätig. Im Jahr 2007 schrieb er das Libretto von Cellar Door, eine von Loris Gréaud in Paris produzierte Oper. Malašauskas kuratierte Ausstellungen für die David Roberts Art Foundation in London, das Museo Rufino Tamayo in Mexiko-Stadt, das Centre Georges Pompidou in Paris. Die Clifford Irving Show ist eines seiner Projekte.
2012 kuratierte Malašauskas die Hypnotic Show (in der Karlsaue) für die dOCUMENTA (13) in Zusammenarbeit mit Marcos Lutyens und Sissel Tolaas. Zudem arbeitete er für die 55. Biennale di Venezia und die 9. Bienal do Mercosul.